# Falsa Salvesen, caleta
Falsa Salvesen, caleta är en vik i Antarktis. Den ligger i Västantarktis. Argentina, Chile och Storbritannien gör anspråk på området.